# Sé titular de Nicósia
A Sé Titular de Nicósia (Archidiœcesis Nicosiensis) foi uma arquidiocese situada no Chipre. Foi criada na época da Cruzadas. Mais tarde, se tornou apenas sé titular. De acordo com a Enciclopédia Católica, houve 31 arcebispos latinos de 1196, pouco depois da conquista de Chipre por Ricardo I da Inglaterra, até 1502.

## História
Nicósia é uma antiga sé episcopal da Igreja Autocéfala de Chipre, sufragânea da Arquidiocese de Salamina. Após a destruição de Salamina, a cidade tornou-se cada vez mais importante para se tornar a capital do Chipre desde o século X.
Quando a ilha foi conquistada pelos exércitos cruzados no final do século XII, foi criada hierarquia de rito latino, com a bênção do papa Celestino III. Foi o mesmo rei Amalrico de Lusinhão enviado a Roma com seu chanceler e arcediago Allain para ter com papa para organizar da Igreja de Chipre.
Nicósia se tornou a sé arquiepiscopal, com três dioceses sufragâneas: Famagusta, Limassol e Pafos. Allain foi nomeado o primeiro arcebispo de Nicósia, e recebeu o pálio em 3 de janeiro de 1197.
Durante o episcopado de seu sucessor, Thierry, o patriarca latino de Constantinopla, Tomás Morosini, tentou subjugar a jovem Igreja latina de Chipre sob sua jurisdição, mas suas tentativas foram infrutíferas. A Igreja de Chipre, mesmo sob a dominação latina, continuou a desfrutar da autonomia que a caracterizou durante séculos. Durante a era do Grande Cisma do Ocidente, a Igreja Latina de Chipre ficou alinhada ao papado de Avinhão.
A presença ocidental na ilha terminou com a queda de Famagusta em 1571 pelas mãos do exército do Império Otomano. Aqueles que não conseguiram escapar foram massacrados pelos turcos, que também destruíram a maior parte dos locais de culto de rito latino ou os transformaram em mesquitas: este foi o destino da catedral de Santa Sofia em Nicósia. O último arcebispo de Nicósia foi Filippo Mocenigo, que conseguiu escapar da morte apenas porque, no dia da conquista otomana da ilha, estava em Roma e morreu em 1586.
Hoje Nicósia é o lar de uma das quatro paróquias do Chipre, dedicada à Santa Cruz, vinculadas ao Patriarcado Latino de Jerusalém. A arquidiocese sobrevive como uma sé titular, estando vaga desde 30 de abril de 1990.

## Prelados
- Alain † (1196 - 1202)
- Thierry ou Terry † (1206 - 1210/1211)
- Durand † (1211 - ?)
- Alberto † [1]
- Eustorge de Montaigu † (1217 - 1250)
- Hugo de Fagiano (ou de Pisa), O.S.A. † (1250[2] - 1260)
- Giovanni Colonna † (mencionado em 1262)
- Egídio † (1267 - ?)
- João de Angoulême, O.P. † (mencionado em 1268 - ?)
- Bertrando Bernardi † (1270 - depois de 1273)
- Ranulfo † (1278 - 1286)
- Henrique de Gibelet † (1286 - 1286)
- Guido di Novavilla † (1286 - ?)
- João de Ancona, O.F.M. † (1388 - 1296)
- Gerardo de Langres † (1295 - 1303)
  - Henrique de Gibelet † (1303 - ?) (administrador apostólico)
  - Tomás de Muro † (1306 - ?) (administrador apostólico)
  - Pierre Erlant † (1308 - ?) (administrador apostólico)
  - Pierre de Brie † (1311 - ?) (administrador apostólico)
- Giovanni dei Conti di Poli, O.P. † (1312 - 1332)
- Élie de Nabinal, O.F.M. † (1332 - 1342 nomeado patriarca titular de Jerusalém)
- Philippe de Gaston † (1342 - 1260 nomeado arcebispo de Bordeaux)
- Raimundo de Pradella † (1361 - 1376)
- Béranger Grégoire, O.S.B.Clun. † (1376 - 1382)
- Andrea Michelis † (1383 - 1406)
  - Obediência romana :
  - Luchino † (1382/1383 - circa 1395)
  - Corrado Caraccioli † (1395 - 1402)
  - Stefano di Carrara † (1402 - 1412)
  - Hugo de Lusinhão † (1411 - 1421 nomeado arcebispo)[3]
- Hugo de Lusinhão † (1421 - 1442)
- Gelásio di Montolif † (1442 - 1447)
- Giovanni Moreli † (1447 - 1447)
- André de Constantinopla, O.P. † (1447 - ?)
- Isidoro de Kiev † (1456 - 1463)
- Nicola Guglielmo Goner, O.E.S.A. † (1467 - ?)
- Louis Fenollet † (1471 - 1476)
- Giovanni Francesco Brusato † (1476 - ?)
- Vittore Marcello † (1477 - ?)
- Benedetto Superanzio † (1484 - ?)
  - Domenico Grimani † (1495 - 1495) (administrador apostólico)
- Sebastiano de Prioli † (1495 - ?)
- Aldobrandino Ursini † (1502 - ?)
- Livio Podocathor † (1524 - 1552)
- Cesare Podocathor, O.S.Io.Hieros. † (1552 - 1560)
- Filippo Mocenigo † (1560 - 1586)

## Arcebispos titulares
- Raniero Felice Simonetti † (1728 - 1747 instalado cardeal-presbítero de Santa Susana)
- Carlo Vittorio Amedeo Ignazio delle Lanze † (1747 - 1773)
- Giuseppe Vincentini † (1775 - ?)
- Giuseppe Rossi † ( 1791 - ?)
- Antonio Fernando Echanove Zaldívar † (1818 - 1826 nomeado arcebispo de Tarragona)
- Giovanni Niccolò Tanara † (1832 - 1832 nomeado arcebispo de Urbino)
- Pietro Naselli, C.O. † (1840 - 1862)
- Stepanos Bedros Azarian † (1877 - 1881 nomeado patriarca de Cilícia)
- Elia Bianchi † (1882 - 1888)
- Henry O'Callaghan † (1889 - 1904)
- Cesare Boccanera † (1905 - 1915)
- Francesco Cherubini † (1915 - 1934)
- Guglielmo Piani, S.D.B. † (1934 - 1956)
- Aurelio Signora † (1957 - 1990)
- sede vacante (1990 - )